# Platylabus pseudogoliath
Platylabus pseudogoliath är en stekelart som beskrevs av Heinrich 1974. Platylabus pseudogoliath ingår i släktet Platylabus och familjen brokparasitsteklar. Inga underarter finns listade i Catalogue of Life.